# Francis Price Blackwood
Pour les articles homonymes, voir Blackwood.
Francis Price Blackwood (Londres, 25 mai 1809-Richmond, 22 mars 1854) est un navigateur et explorateur britannique.

## Biographie
Fils de l'amiral Henry Blackwood, il entre dans la Royal Navy en 1821.
En 1833, commandant du HMS Hyacinth, il effectue des relevés hydrographiques sur la côte nord-est de l'Australie. Nommé Capitaine en 1838, il commande le Fly, de 1841 à 1845, explore la côte Est du Queensland, Whitsunday Island et la Grande barrière de corail. En 1845, il explore une partie des côtes de l'actuelle Papouasie-Nouvelle-Guinée, dans le golfe de Papouasie. Parmi ces découvertes, il nommera le fleuve Fly, nommé en l'honneur de son bateau.
Rentré en Angleterre en décembre 1845, il devient professeur à Cambridge et meurt d'un cancer en 1854.

## Hommage
La ville de Blackwood (Victoria) a été nommée en son honneur.